# Hochobir

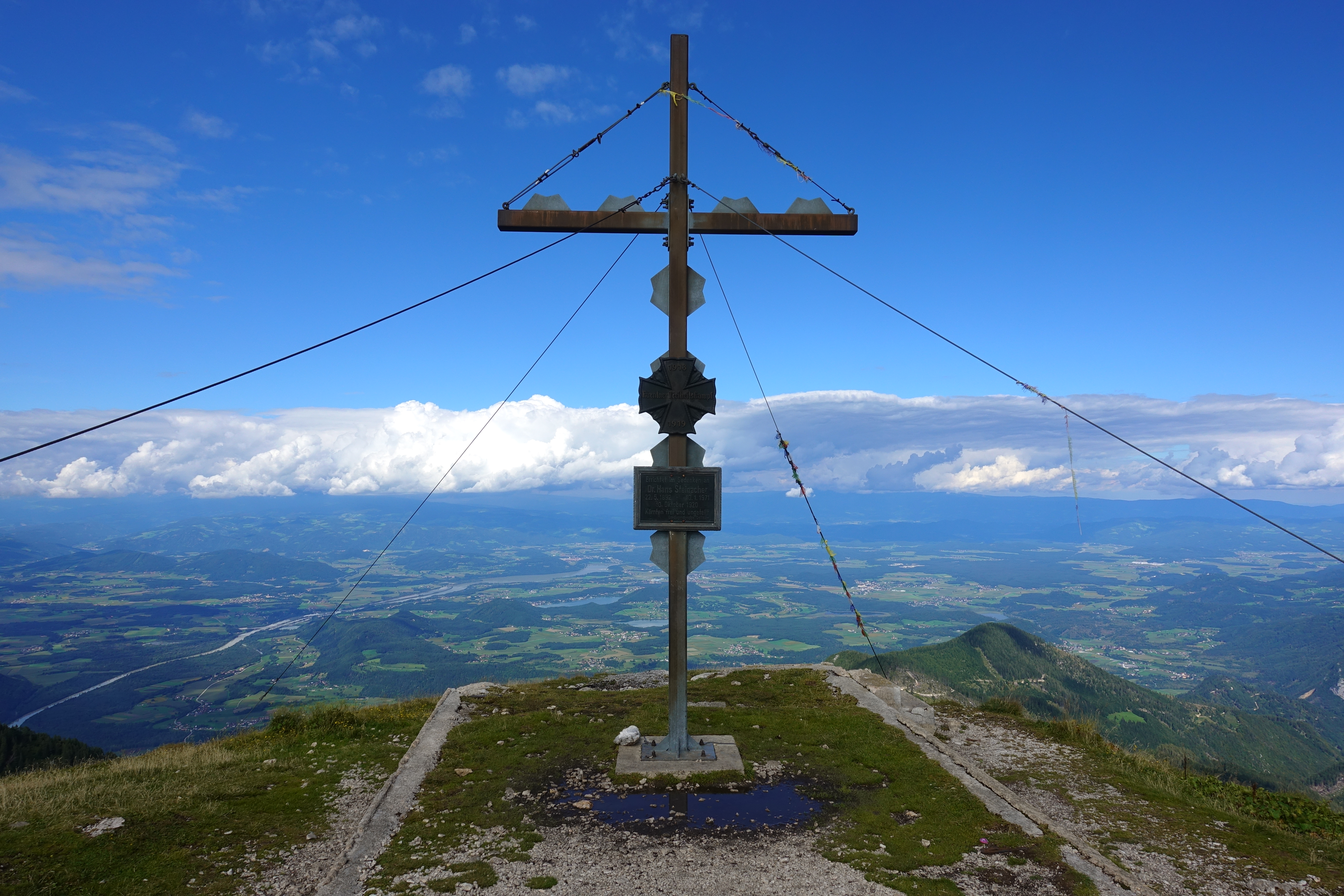
Hochobir Gipfelkreuz

Der Obir (slowenisch Obir) in Kärnten ist das höchste Bergmassiv der Nord-Karawanken. Er gipfelt im 2139 m ü. A. hohen Hochobir (slowenisch Ojstrc). Weitere Erhebungen sind der Kuhberg (2026 m), der Kleinobir (1948 m), der Vielspitz (1624 m) und der Altberg (1552 m). Im östlichen Teil des Bergmassives finden sich die zur Schauhöhle ausgebauten Obir-Tropfsteinhöhlen, im nördlichen Teil der Wildensteiner Wasserfall. Von 1891 bis zur Zerstörung im Zweiten Weltkrieg befand sich am Gipfel mit der Hannwarte eine meteorologische Station. Das 500 kg schwere Gipfelkreuz am Hochobir besteht aus Metall, ist 7 m hoch und 3 m breit. Die Errichtung erfolgte im Jahr 1972 auf Initiative der Landjugend Gallizien.

## Bergname
Der Name Obir ist 1637 als Obier belegt und kann auf das slowenische Wort ober – Riese, eigentlich Aware zurückgeführt werden. Die Bezeichnung „Hochobir“ übertrug sich vom gleichnamigen gipfelnahen Bergbaugebiet auf den Obir-Gipfel, die slowenische Bezeichnung Ojstrc bedeutet Spitz.
In der Kärntner Landeshauptstadt Klagenfurt ist die Obirstraße nach dem Massiv benannt. Ebenso gibt es in Völkermarkt und in Eberndorf eine Obirstraße.

## Historisches

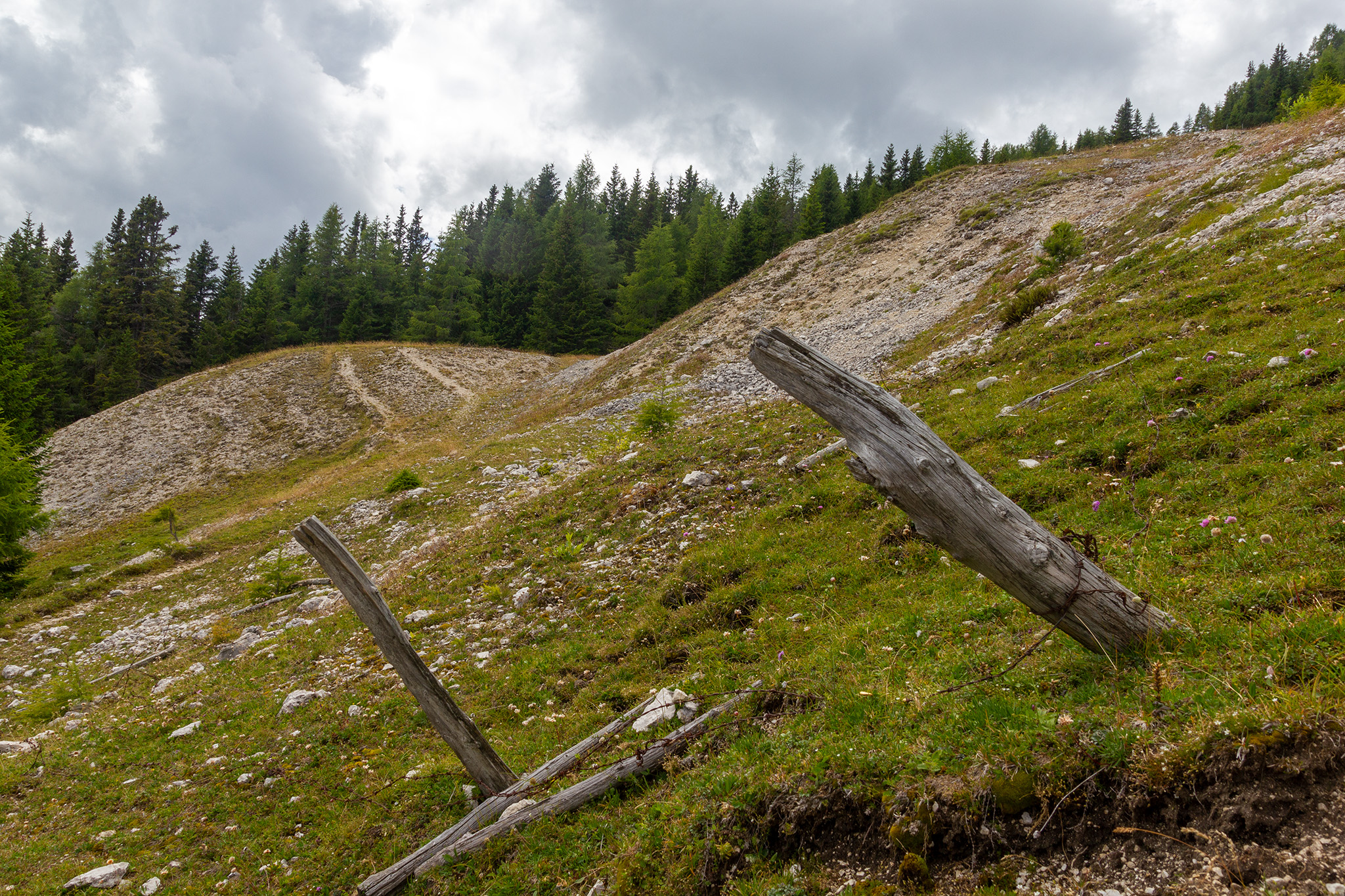
Abraumhalden des früheren Bergbaus (2020)

Vom früheren Bleibergbau am Obir zeugen noch zahlreiche Stollen und Abraumhalden. Zu besichtigen ist die bei Bergbauarbeiten entdeckte Obir-Tropfsteinhöhle. Die höchstgelegene Grube in Gipfelnähe mit ihrem Knappenhaus auf 2043 m trug den Namen Hochobir. Hier wurden seit 1846 meteorologische Beobachtungen angestellt und von 1878 bis 1880 die meteorologische Station Hochobir als eine der ersten Wetterstationen in den Alpen samt alpinem Schutzhaus (Rainer-Schutzhaus) eingerichtet. 1891 wurde die Station durch die Hannwarte am Obir-Gipfel erweitert. Unterhalb des Gipfels sind noch Reste des Rainer-Schutzhauses zu finden, das ebenso wie die frühere Hannwarte auf dem Gipfel im Zweiten Weltkrieg zerstört wurde.

## Touristische Erschließung

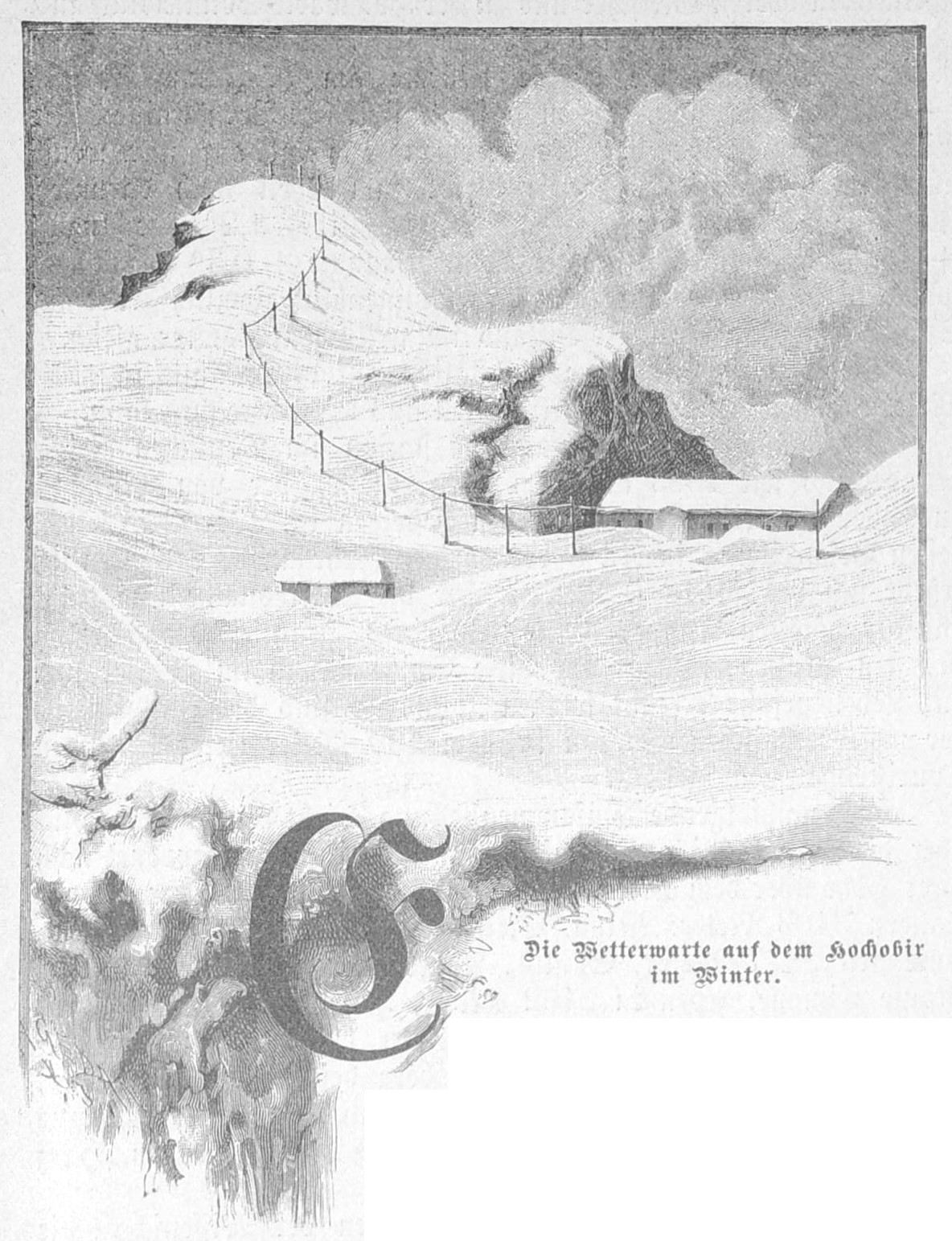
Das Rainer-Schutzhaus in der Gartenlaube (1888)

Der Hochobir-Gipfel ist von der Eisenkappler Hütte (1553 m) in einer leichten, ca. zweistündigen Wanderung zu erreichen. Zur Hütte führt eine 8 Kilometer lange Mautstraße. Die Benutzung der Mautstraße kostet derzeit (2025) 10 €, das Geld muss dabei in Form von Münzen in den Automaten eingeworfen werden, anschließend öffnet sich die Schranke, der Automat akzeptiert keine Scheine und auch keine Kartenzahlung. Die Mautstraße ist vom Ebriachtal abzweigend von Bad Eisenkappel oder vom Schaidasattel (1068 m) erreichbar. Die Mautstraße ist nur in der Zeit von 1. Mai bis 31. Oktober eines jeden Jahres befahrbar. Vom Gipfel hat man einen Rundumblick. Man kann im Westen bis zu den Hohen Tauern, im Norden bis zur Saualpe und im Osten bis zur Petzen schauen. Im Süden wird der Blick durch die Karawanken und Steiner Alpen begrenzt.

## Besonderheiten der regionalen Flora am Hochobir
Am Hochobir findet man unter anderem das Steineralpen-Kohlröschen (Gymnadenia lithopolitanica) und Kerners Alpen-Mohn (Papaver alpinum subspezies kerneri), die sich von den in südlichen Kalkalpen üblichen Vertretern unterscheiden. 

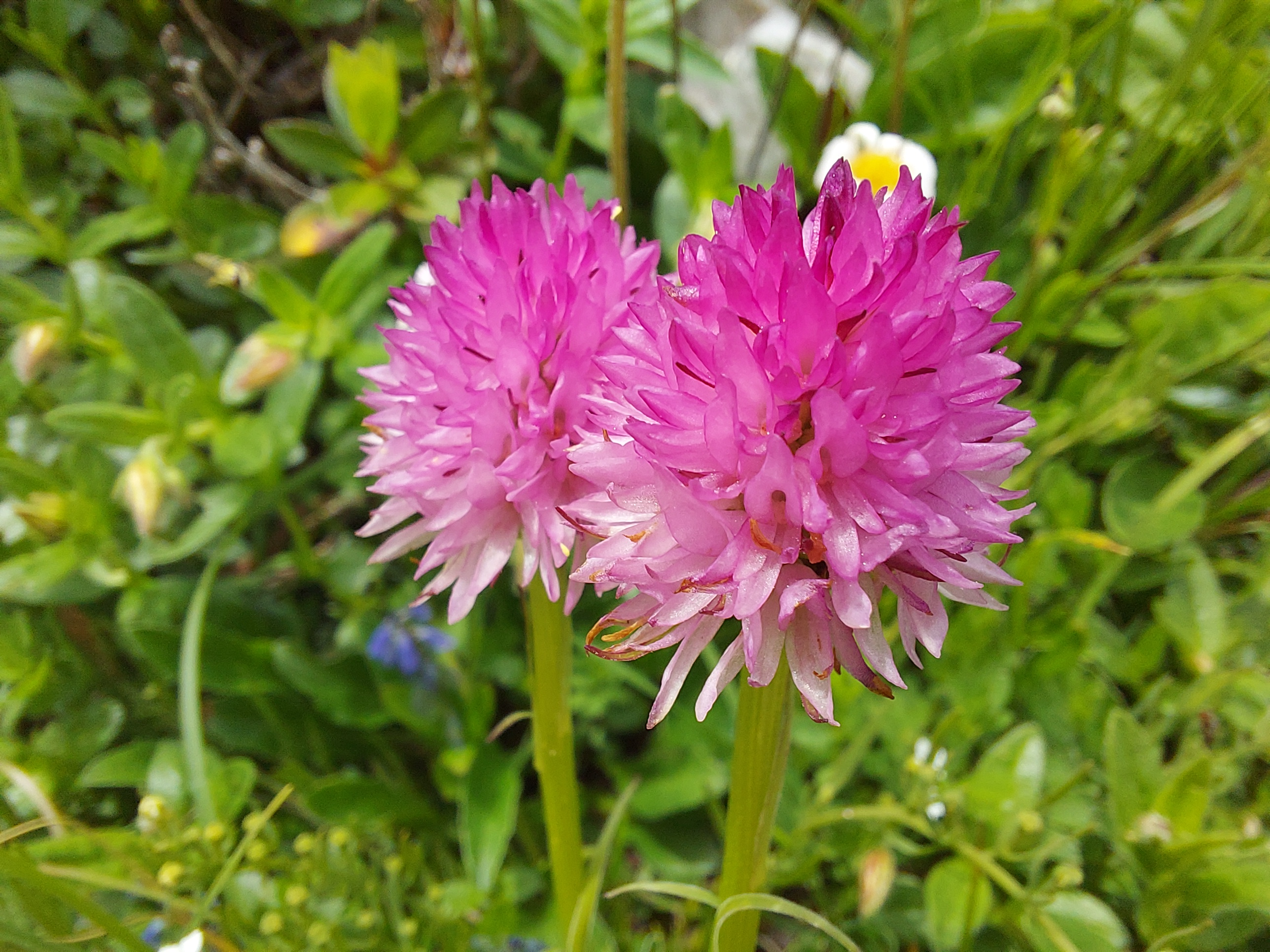
Steineralpen-Kohlröschen (Gymnadenia lithopolitanica)

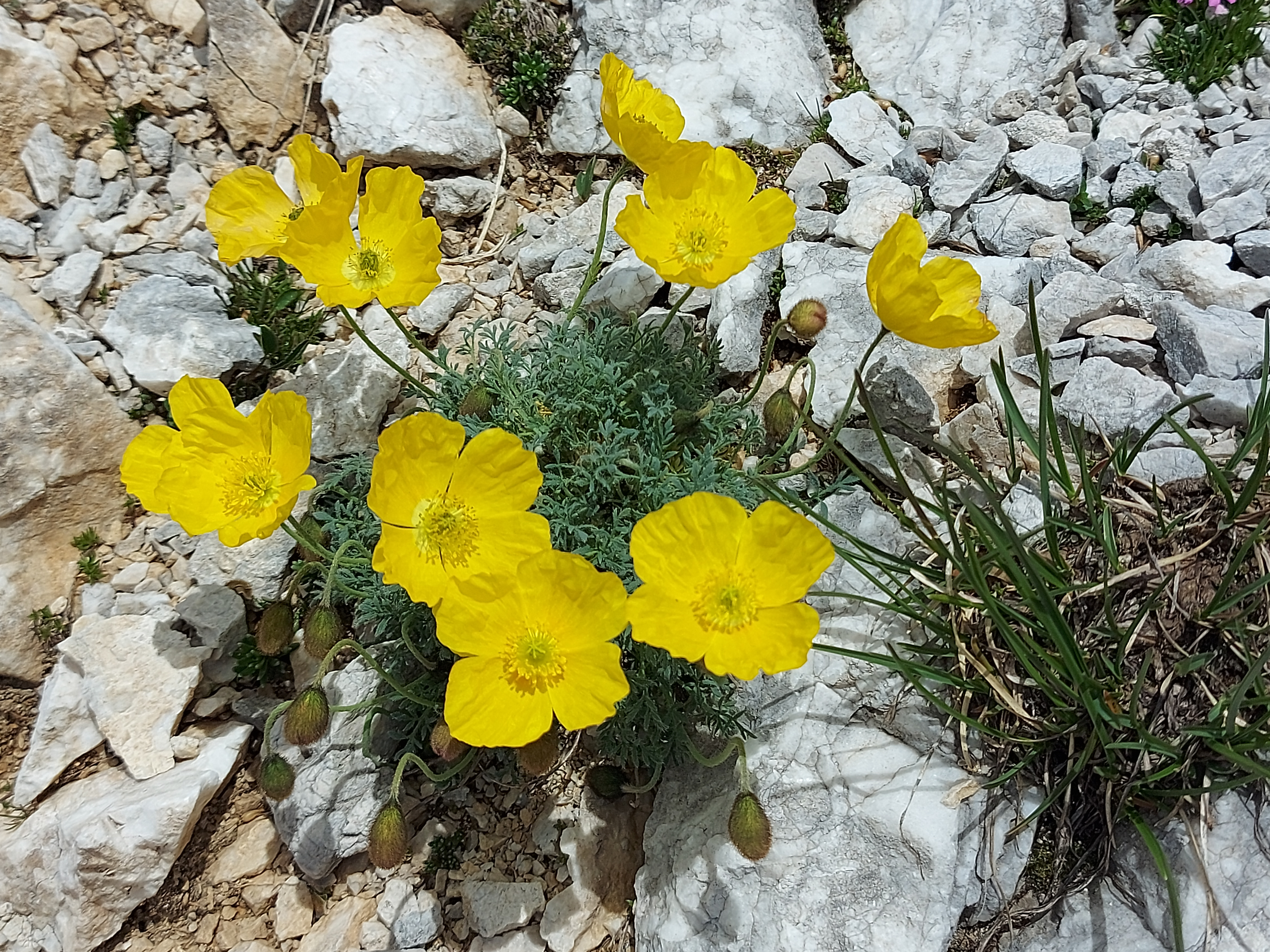
Kerners Alpen-Mohn (Papaver alpinum subspezies kerneri)